# The Venetian
Het The Venetian Resort Hotel Casino is een hotel en casino aan Sands Avenue met een Venetiaans thema in Las Vegas, Nevada, gebouwd op de plek waar eens het Sands Hotel stond aan de Las Vegas Strip. The Venetian is eigendom van, en wordt beheerd door, de Las Vegas Sands Corporation.
The Venetian heeft 4049 suites en een 11.148 m² groot casino. Het ligt aan de oostelijke kant van de Strip, tussen Harrah's en Wynn Las Vegas. Het plafond in het overdekte winkelcentrum is beschilderd met wolken die met de bezoeker mee lijken te bewegen. Bezoekers kunnen verder een gondelvaart maken, die deels binnenshuis plaatsvindt.
In 2007 werd in Macau ook een Venetian geopend. Met bijna 50.000 m² aan casino-oppervlak is het wat betreft speelruimte ruim vier keer zo groot als de vestiging in Las Vegas. Tevens is het het grootste hotel in Azië en het op drie na grootste gebouw ter wereld.

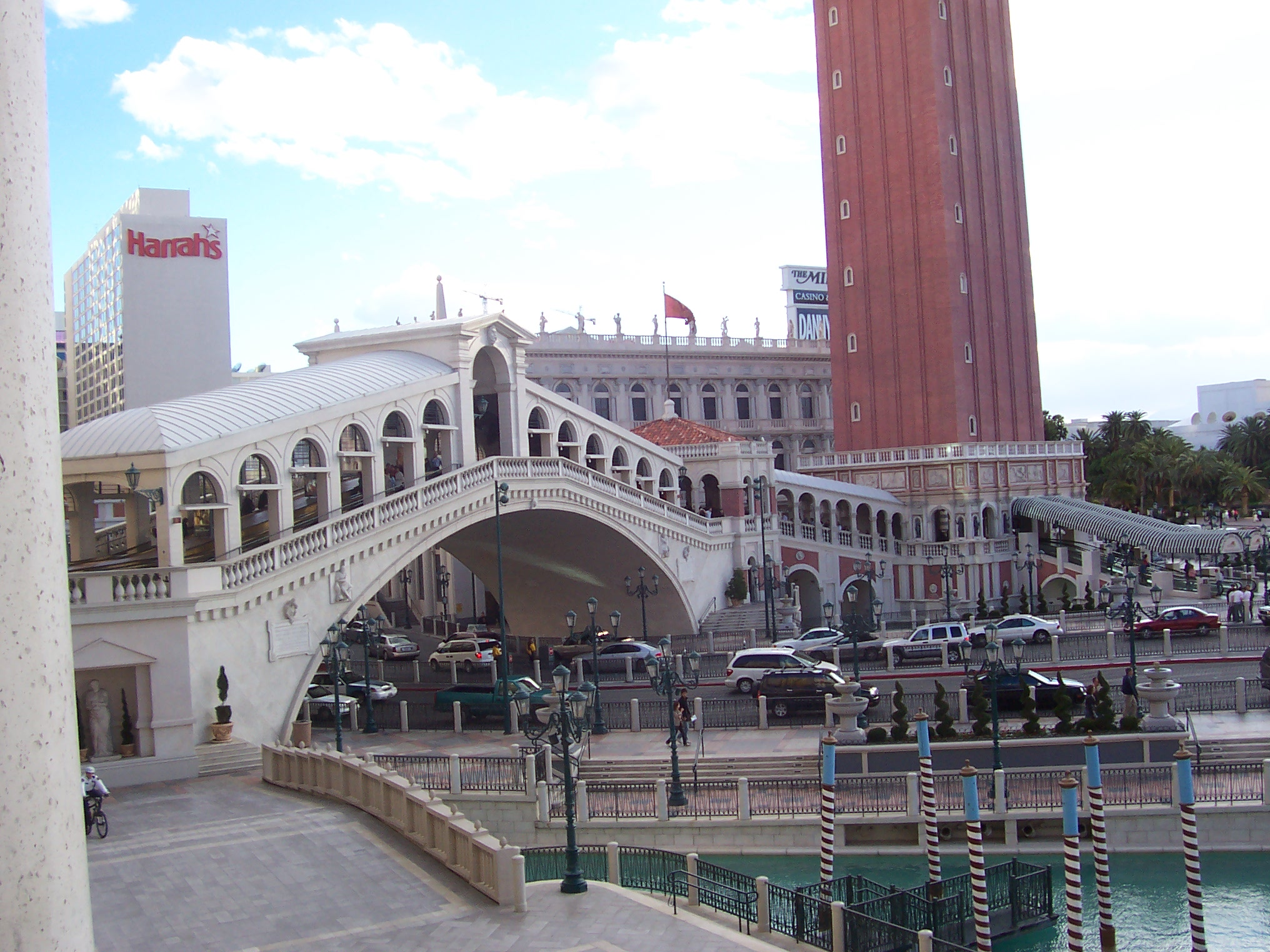
replica van de Rialtobrug
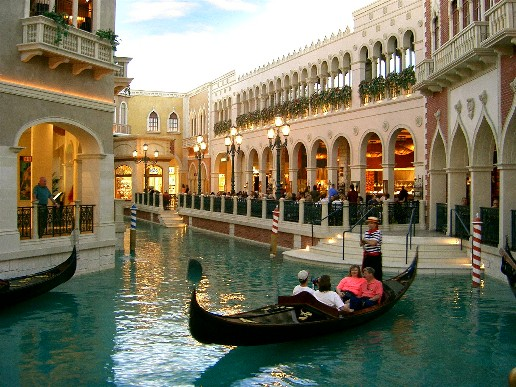
Gondelier
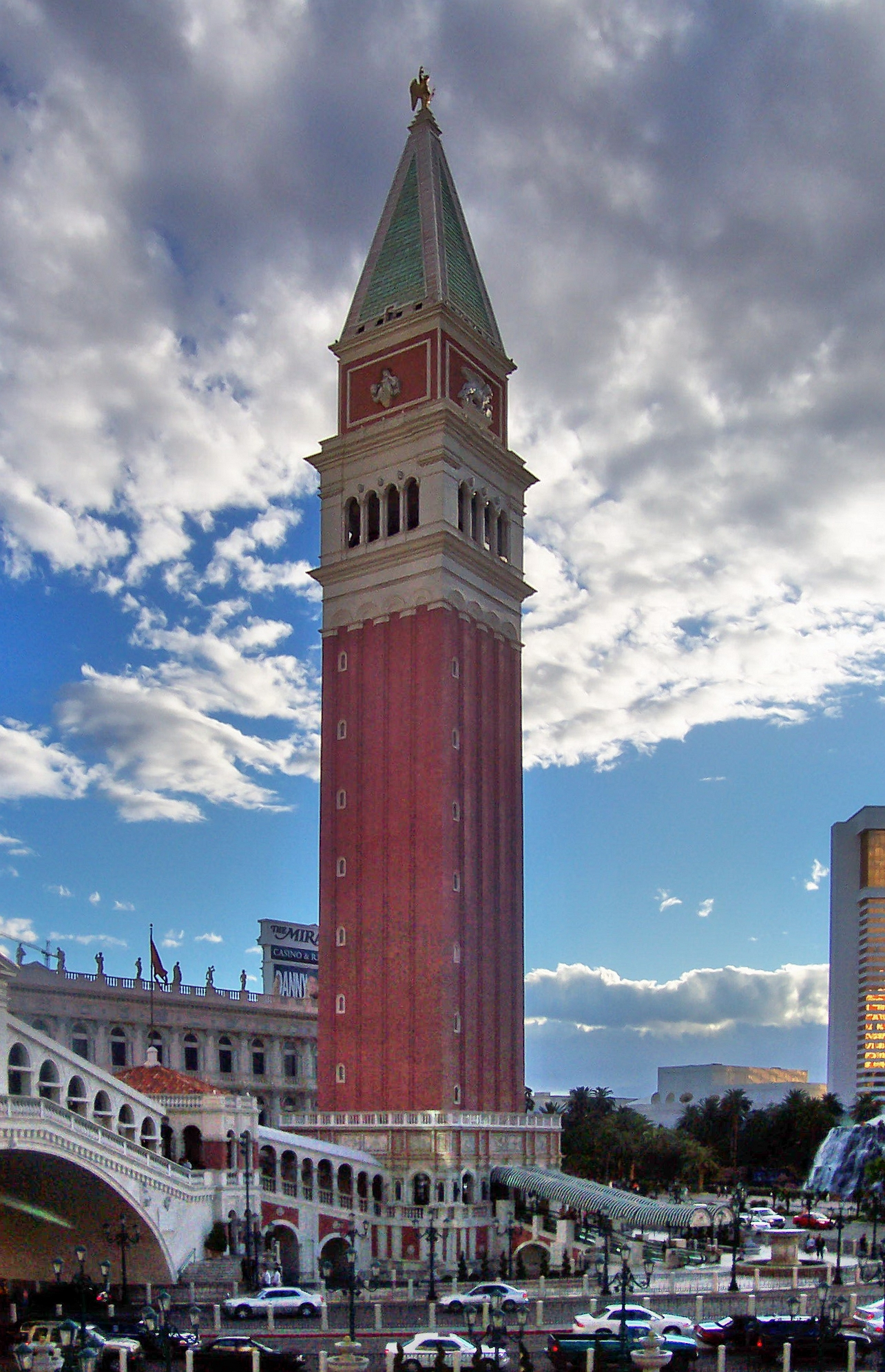
replica van de Campanile van Venetië
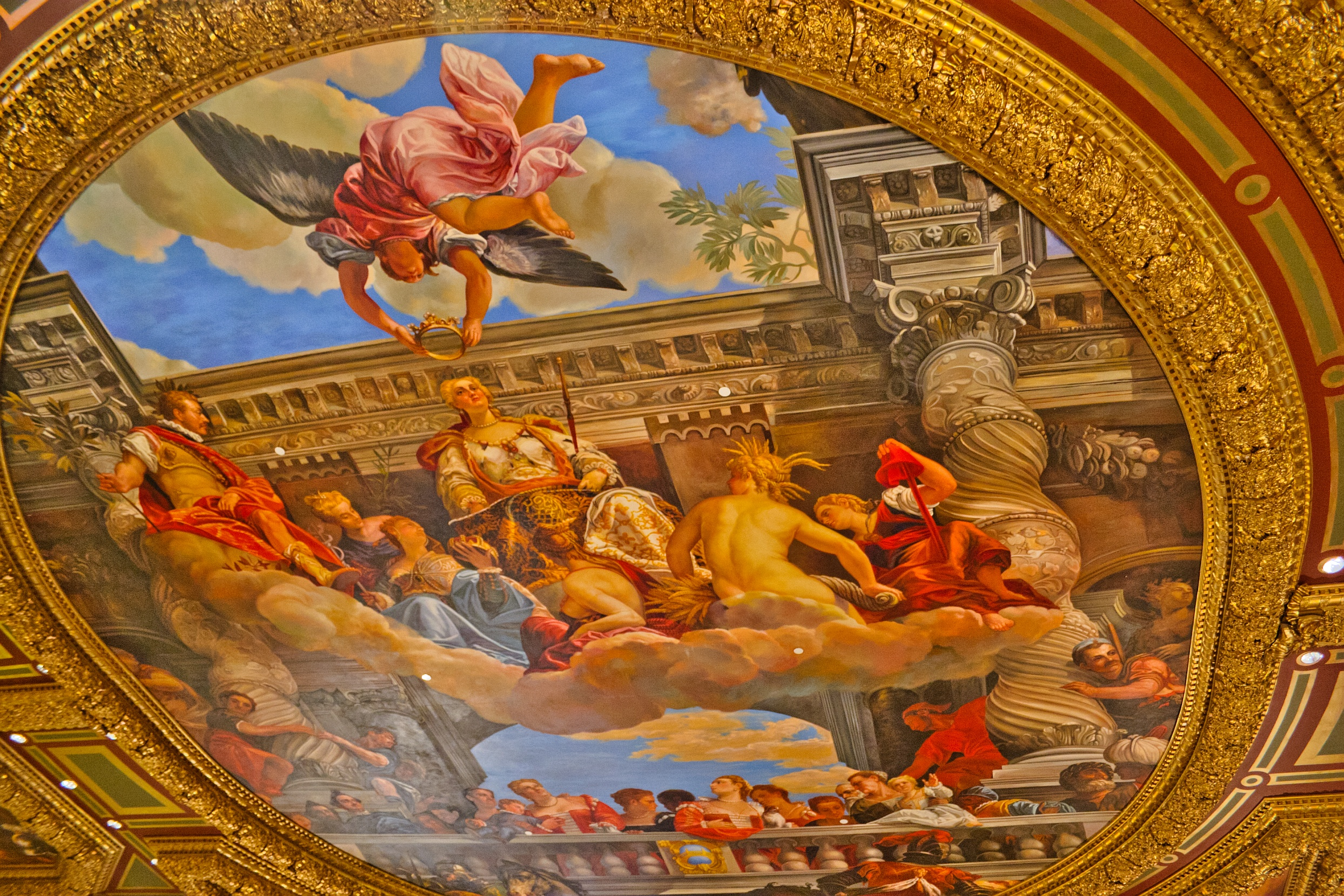
Plafondschildering
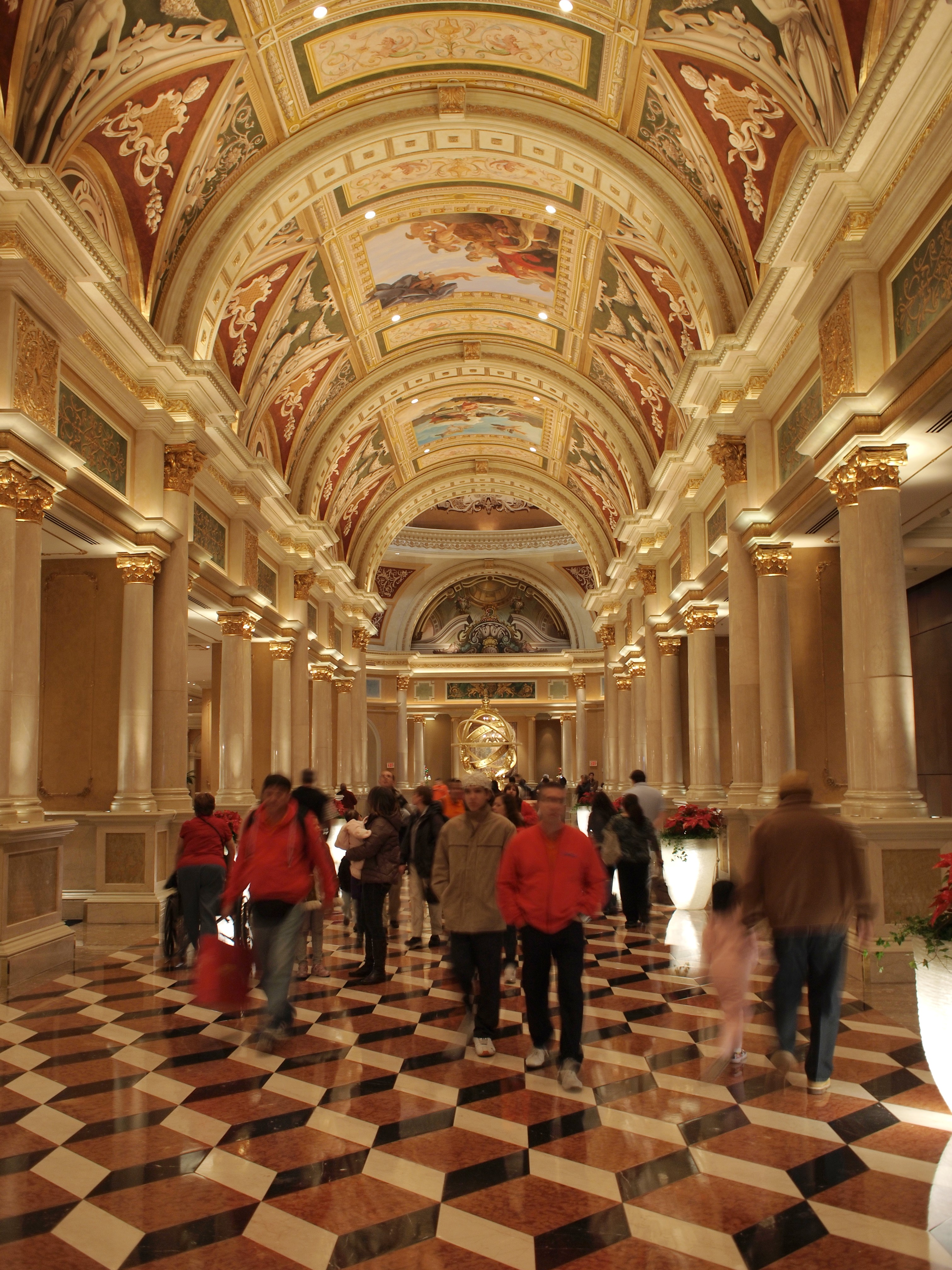
Gang bij de lobby
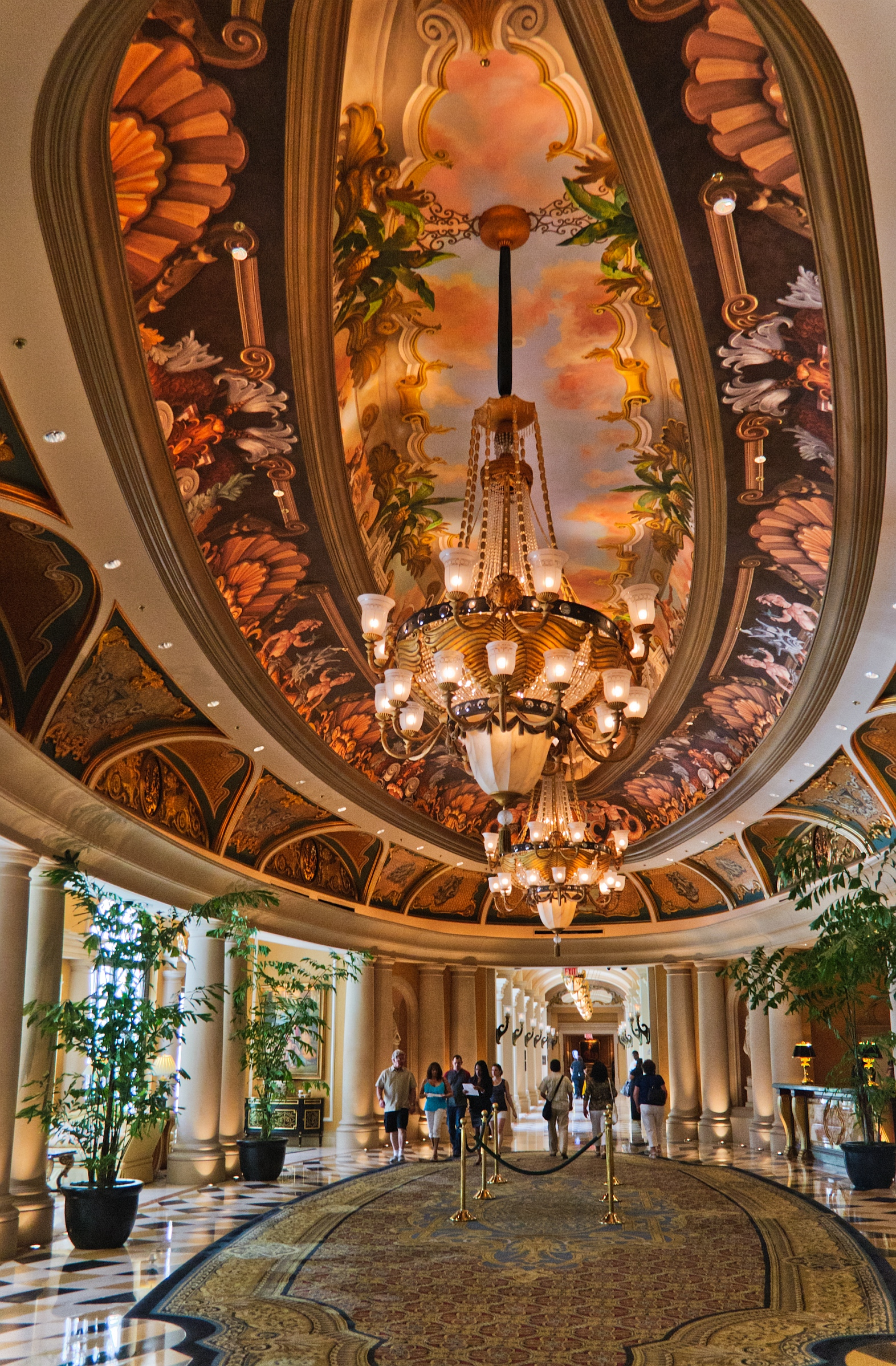
interieur
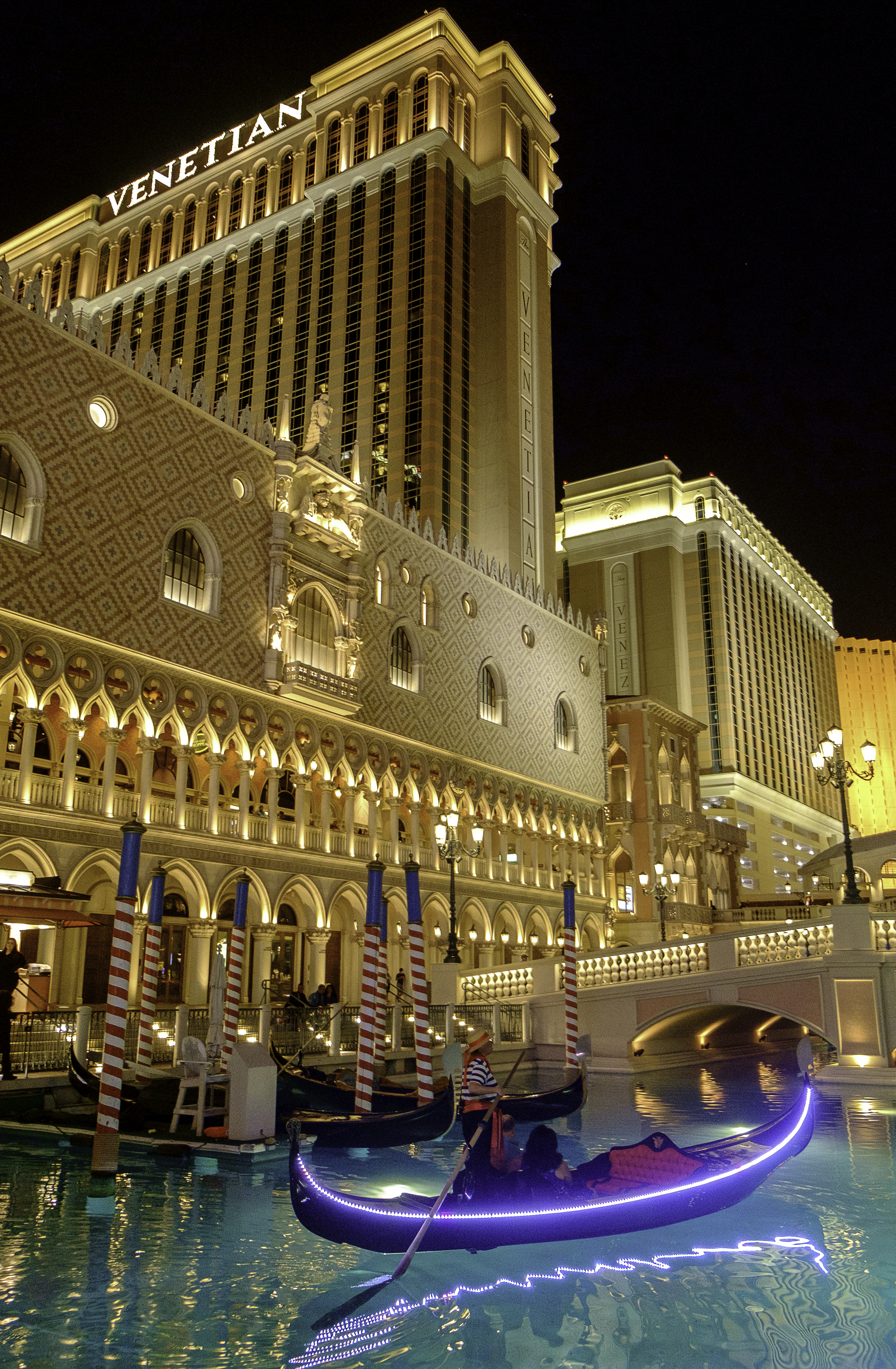
Gondelvaart bij avond